# Куппенгайм
Куппенгайм (нім. Kuppenheim) — місто в Німеччині, знаходиться в землі Баден-Вюртемберг. Підпорядковується адміністративному округу Карлсруе. Входить до складу району Раштат.
Площа — 18,08 км2. Населення становить 8372 ос. (станом на 31 грудня 2020).